# Omer Buyse
Homere Felix (Omer) Buyse (Velzeke-Ruddershove, 8 mei 1865 - Schaarbeek, 1 februari 1945) was een Belgisch pedagoog. Hij was de pionier van de uitbouw van het technisch onderwijs in België.

## Leven en werk

### Opleiding en periode in Schaarbeek
Hij was de zoon van Jan Baptist Buyse, onderwijzer aan de gemeenteschool van Velzeke-Ruddershove. Buyse trad in de voetsporen van zijn vader en ging naar de rijksnormaalschool te Gent waar hij het diploma van onderwijzer behaalde. Daarna behaalde hij eveneens het diploma van regent te Brugge. In afwachting van zijn benoeming volgde hij eveneens enkele vrije colleges aan de Rijksuniversiteit van Gent.
Buyse kon tijdelijk aan de slag als onderwijzer in Blankenberge en werd in 1889 benoemd aan de middelbare school van Schaarbeek. Twee jaar later begon hij les te geven aan de artistiek-georiënteerde École de dessin et d'industrie en was secretaris van de school. In opdracht van het gemeentebestuur ondernam hij in 1893 en 1894 enkele studiereizen naar Duitsland en Oostenrijk om de Schaarbeekse tekenschool om te vormen naar een meer technisch gerichte school. Hij bezocht er technische scholen in onder meer Berlijn, Wenen, Dresden, München, Leipzig, Düsseldorf, Hamburg en Hannover. Buyse schreef een drietal werken over zijn studiereizen en pleitte hierin voor kunstambachtelijke scholen in België zoals die in Duitsland en Oostenrijk bestonden. Verder onderstreepte hij het belang van een verbetering van het technisch onderwijs. In Schaarbeek begeleidde hij de omvorming van de tekenschool tot de École industrielle die voltooid werd in 1899.
In opdracht van minister van Nijverheid en Arbeid Albert Nyssens maakte Buyse vanaf 1898 eveneens studiereizen naar Engeland en opnieuw Duitsland om het technisch onderwijs in die landen te bestuderen. Hij pleitte hierbij voor de oprichting van een landelijk adviesorgaan, een grotere inspraak van beroepsorganisaties in de oprichting van technische scholen en een grotere noodzaak van praktijkgericht onderwijs.

### Université du Travail in Charleroi

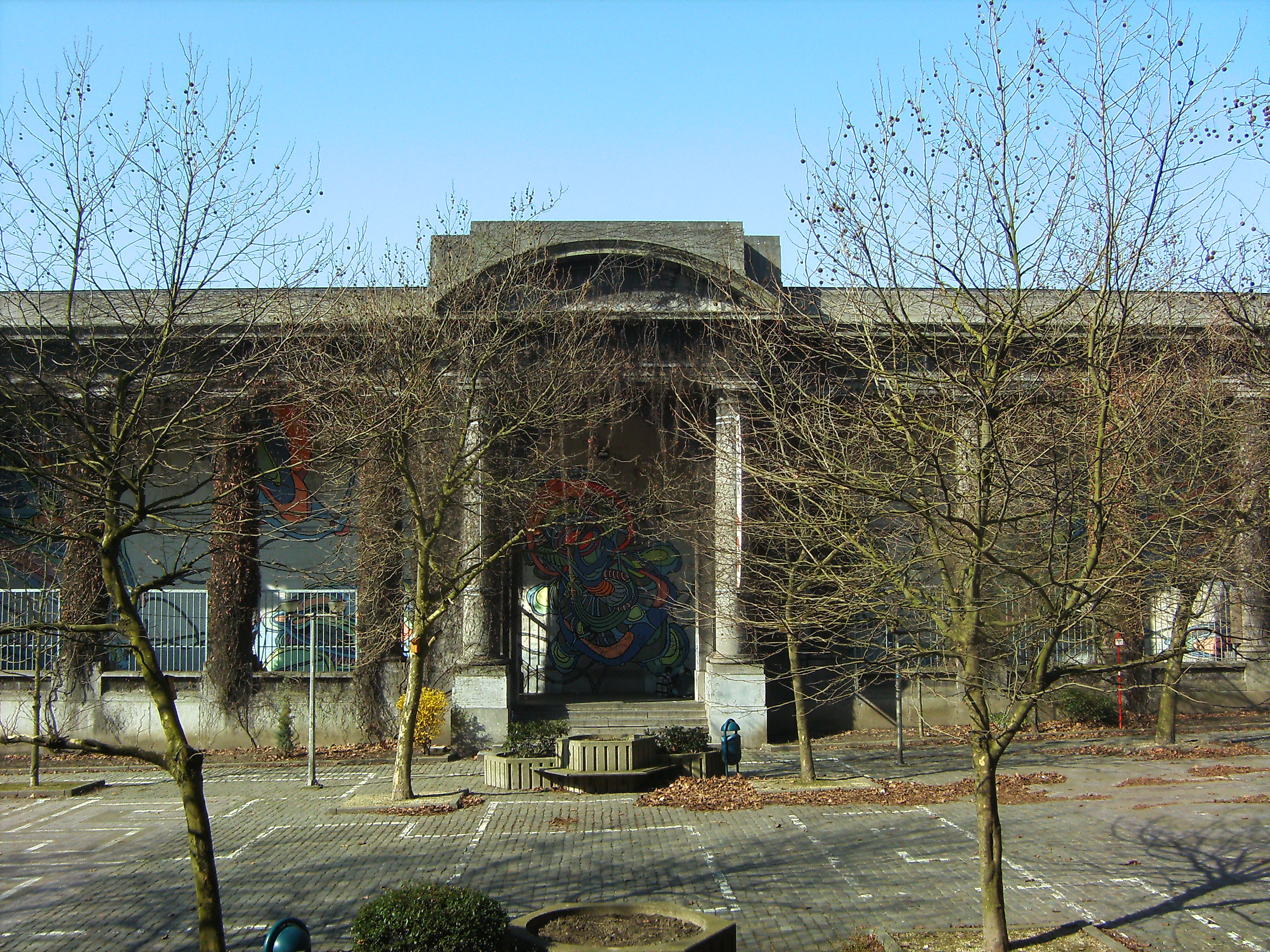
Ingang Solvaygebouw van de Université du Travail

In Charleroi werd onder de vleugels van het provinciebestuur van Henegouwen de École industrielle supérieure opgericht door de socialist Paul Pastur met behulp van Buyse. Hij werd er benoemd tot directeur en was eveneens conservator van het aan de school verbonden museum, dat eveneens een technisch en pedagogisch documentatiecentrum omvatte. De school, die tot doel had om jongeren vanaf 13 jaar op te leiden voor industriële beroepen, kende van in het begin een grote bloei en werd al snel omgedoopt tot Université du Travail. In 1907 en in 1911 werden nieuwe gebouwen in gebruik genomen.
In opdracht van het Henegouwse provinciebestuur ondernam Buyse in 1908 een grote studiereis naar de Verenigde Staten. Hij vond er een totaal andere onderwijscultuur terug dan in Europa. Terwijl de kinderen in Europa naar school gingen om iets te leren, gaf men in Amerika aan de kinderen zowel een intellectuele, fysieke als morele opvoeding. In zijn hoofdwerk Méthodes américaines d'éducation générale et technique behandelde hij alle vormen van het Amerikaanse onderwijs, zowel lager, middelbaar, technisch, beroeps- als handelsonderwijs. Hij werd sterk getroffen door de onderwijsfilosofie van John Dewey en de oprichting van de Amerikaanse kinderbibliotheken, een idee die tijdens een lezing van hem in Gent door Céline Dangotte werd opgepikt en in 1910 leidde tot de oprichting van de eerste Belgische kinderbibliotheek. Hij gebruikte zijn nieuwe ervaringen om de organisatie van het onderwijs in de Université du Travail nog te verbeteren.

### Directeur Brusselse dienst Technisch Onderwijs
Ondertussen volgde Buyse daarnaast nog les aan de Université libre de Bruxelles waar hij in 1910 het doctoraat behaalde in de Economische wetenschappen met een proefschrift over de psychofysieke problemen van het leerproces. Eind 1913 verliet hij Charleroi en werd benoemd tot directeur van de dienst Technisch Onderwijs van de stad Brussel. Hij kreeg er als opdracht om in de hoofdstad een gelijkaardige Université du Travail op te richten maar door de start van de Eerste Wereldoorlog kregen de plannen geen uitvoering.
Tijdens de oorlog verbleef Buyse in Nederland waar hij op verzoek van Camille Huysmans de leiding nam over de zogenaamde Werkscholen die vooral technisch onderwijs verzorgden aan de aldaar in kampen geïnterneerde Belgische soldaten. Zelf leidde hij in Harderwijk de leraren voor het technisch onderwijs op. In 1916 nam hij het initiatief om in Amersfoort het Belgenmonument op te richten ter herinnering aan de internering en als blijk van waardering voor de Nederlandse gastvrijheid.
Na de oorlog keerde Buyse terug naar de Belgische hoofdstad en coördineerde er de reorganisatie van het Brusselse technische onderwijs. Hij bleef er in functie tot aan zijn pensioen in 1930. Hij was redacteur van diverse pedagogische tijdschriften en was lid van de Hoge Raad voor het Technisch Onderwijs.
Ook internationaal werd regelmatig zijn advies gevraagd. In 1927 verbleef Buyse in Turkije waar hij in opdracht van de Turkse regering een rapport schreef over de reorganisatie van het technisch onderwijs en in 1932 vervulde hij dezelfde opdracht in Brazilië.

## Publicaties (selectie)
- L'École des métiers artistiques, Brussel, 1893
- Les écoles des métiers artistiques en Autriche et en Allemagne. Missions à Vienne, Dresde, Munich, Dusseldorf, Berlin et Leipzig, Brussel, 1894
- Les écoles professionnelles et les écoles d'art industriel en Allemagne et en Autriche. Le dessin dans les écoles primaires et moyennes. Missions et études à Hambourg, Hannovre, Iserlohn, Remscheid, Vienne, Dresde, Munich, dusseldorf, Berlin, Leipsig, Brussel, 1896
- La réorganisation des écoles moyennes de l'État, Brussel, 1897
- Étude sur les écoles techniques de l'industrie du bâtiment et de l'industrie du bois en Allemagne, Brussel, 1898
- Étude sur l'organisation pédagogique des écoles techniques anglaises, Brussel, 1900
- Méthodes américaines d'éducation générale et technique, Parijs, 1908 (met verbeterde herdrukken in 1909 en 1913, vertaald in het Turks in 1926 en het Portugees in 1928)
- Le musée provinciale de l'enseignement industriel et professionnel du Hainaut à Charleroi. son œuvre économique et sociale, Gilly, 1908 (samen met Paul Pastur)
- Université du Travail à Charleroi. Notice descriptive, Bergen, 1911
- Université du Travail à Charleroi. Plan d'ensemble de l'institution, Charleroi, 1911
- Une Université du Travail, Parijs, 1914
- Comment réagir contre l'extinction menaçante de l'apprentissage? L'obligation légale, Brussel, 1924
- Une expérience d'éducation prefessionnelle et sociale de masses. Les Écoles du Travail pour soldat belges internés en Hollande (1914-1918), Brussel, 1925
- L'enseigne technique vis-à-vis de la production moderne, Brussel, 1936
- Actualités d'enseignement technique, Brussel, 1939
- Teknik öğretim hakkında rapor, Istanbul, 1939